# Østerdalen

Omfattningen av landskapet Østerdalen i Innlandet fylke.

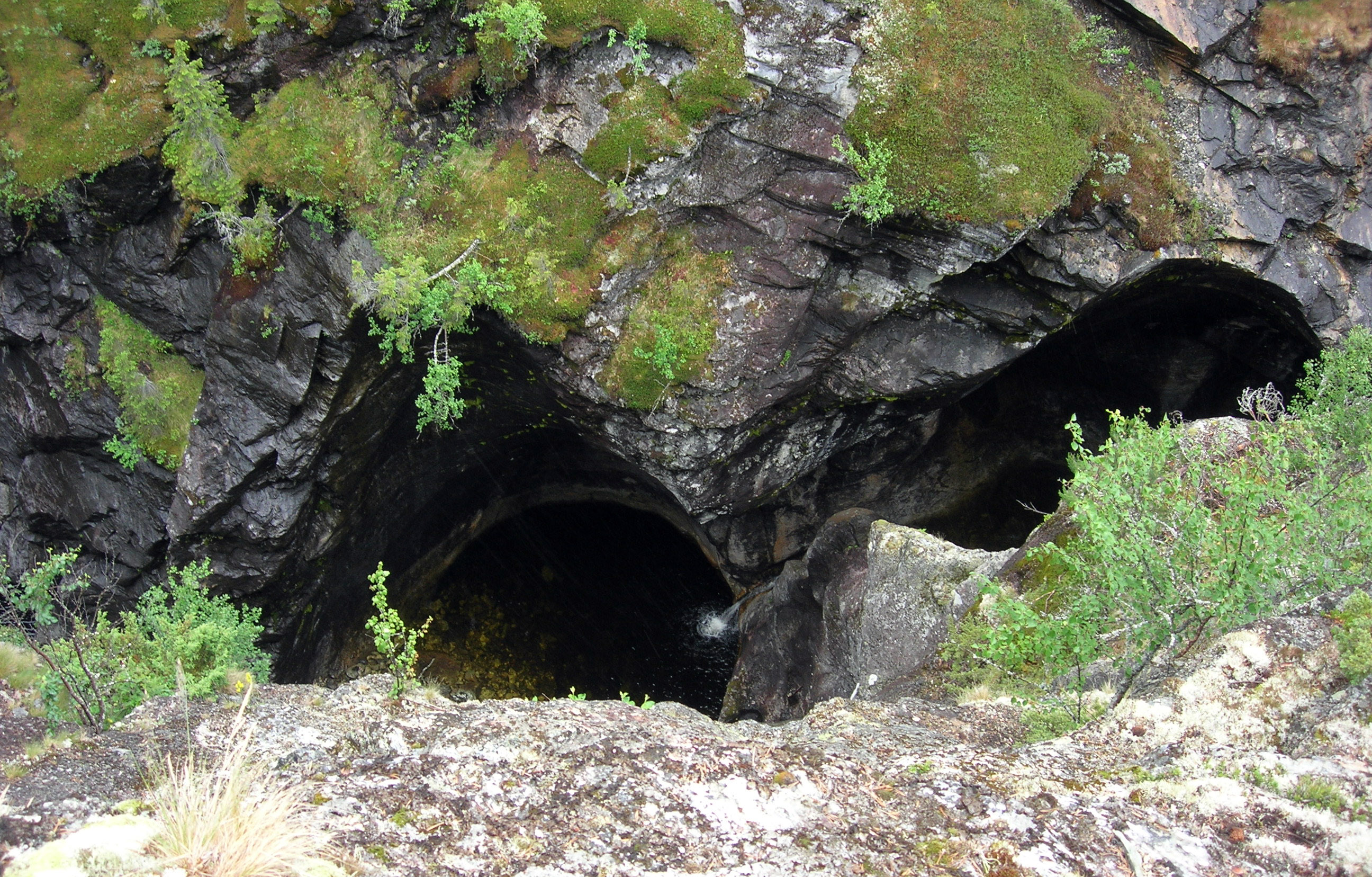
Jättegrytor vid Helvete i Østerdalen.

Østerdalen är ett landskap samt en av Norges största dalgångar.
Landskapet Østerdalen omfattar ett område kring älven Glommas dalgång i Innlandet fylke i östra Norge, mellan gränsen mot Trøndelag i norr och staden Elverum i söder, inklusive sidodalar och omgivande bergskedjor. Även Trysils vattendelare öster om huvuddalen anses vara en del av Østerdalen. I äldre tider omfattade landskapet även Idre och Särna socknar som idag tillhör Älvdalens kommun i Dalarna i Sverige.
Østerdalen omfattar kommunerna Rendalen, Alvdal, Folldal, Tynset, Tolga och Os (Nord-Østerdal) samt Stor-Elvdal, Åmot, Elverum, Engerdal och Trysil (Sør-Østerdal), med totalt 19 386 kvadratkilometer och 51 300 invånare (2024). Staden Elverum är regioncentrum för Østerdalen, medan staden Tynset är ett viktigt centrum för Nord-Østerdalen.
Østerdalen var ett av de tre landskap i vilka dåvarande Hedmark fylke kunde indelas.
Dalgången Østerdalen går från norr till söder genom Innlandet fylke och genomflyts av älven Glomma, som vid orten Rena i Åmots kommun har ett betydligt tillflöde i älven Rena. Omgivningen utgöres i allmänhet av tämligen låga höjdsträckningar, vilka dock på sina ställen bryts av väldiga, pyramidformiga toppar, såsom Tron (1663 m). Själva dalen är glest befolkad, upptas av vidsträckta skogar, som erbjuder goda jaktmarker (i synnerhet för jakt på älg och skogsfågel) och är trots sin enformighet en rätt flitigt besökt turistled. Dalen stiger ganska mycket från söder till norr; den sydligaste delen (Elverum) ligger endast omkring 180 meter över havet och den nordligaste (Tolga) omkring 600 meter över havet.
Söder om staden Elverum kallas dalgången Glåmdalen.